# Psophia
Quello dei trombettieri (Psophia Linnaeus, 1758) è l'unico genere della famiglia degli Psofiidi (Psophiidae Bonaparte, 1831), una delle sei costituenti l'ordine dei Gruiformi. Il genere si compone di tre specie terricole molto simili tra loro, delle quali solamente il trombettiere alichiare è stato accuratamente studiato. Questo gruppo di uccelli, delle dimensioni paragonabili a quelle di un pollo, è originario della foresta pluviale tropicale delle regioni settentrionali e centrali del Sudamerica. La IUCN valuta due di queste specie come «prossime alla minaccia» (Near Threatened) e una come «vulnerabile» (Vulnerable).

## Descrizione

### Struttura fisica
I trombettieri raggiungono una lunghezza del corpo di circa 49 centimetri e un peso massimo di 1,5 chilogrammi; le tre specie presentano tutte dimensioni simili. I maschi di trombettiere alichiare pesano in media il 10% in più delle femmine, ma non sappiamo se questo dimorfismo sessuale riguardante il peso si riscontri anche nelle altre due specie. La forma compatta del corpo e il profilo gibboso rendono i trombettieri più simili ai Galliformi che agli altri Gruiformi. Tuttavia, l'aspetto corpulento del corpo trae in inganno, poiché questi uccelli tengono sempre le ali arcuate e leggermente distanziate dal corpo, coprendo con esse i fianchi e la coda molto corta. Il vero aspetto del tronco, particolarmente gracile, viene alla luce solo quando gli uccelli sollevano le ali. Su un collo lungo e sottile, di solito tenuto a forma di S, si trova una testa piccola se paragonata alle dimensioni del corpo, con occhi grandi. Il becco forte, lungo più o meno quanto la testa, è leggermente incurvato verso il basso e termina con una punta acuminata. Nella forma ricorda il becco di alcuni Galliformi, come il gallo cedrone.
Come la maggior parte degli uccelli che vivono sul terreno, i trombettieri hanno zampe forti e relativamente lunghe, dotate di tre dita robuste rivolte in avanti e di un altro dito, più corto e sottile, rivolto all'indietro. Questa caratteristica si riscontra in altri uccelli gruiformi, come i Rallidi, dalla struttura fisica simile ma un po' più alti sulle zampe. Nonostante presentino una muscolatura ben sviluppata, questi uccelli, dotati di ali corte e arrotondate, riescono a volare solo su brevi distanze.

### Colorazione e piumaggio

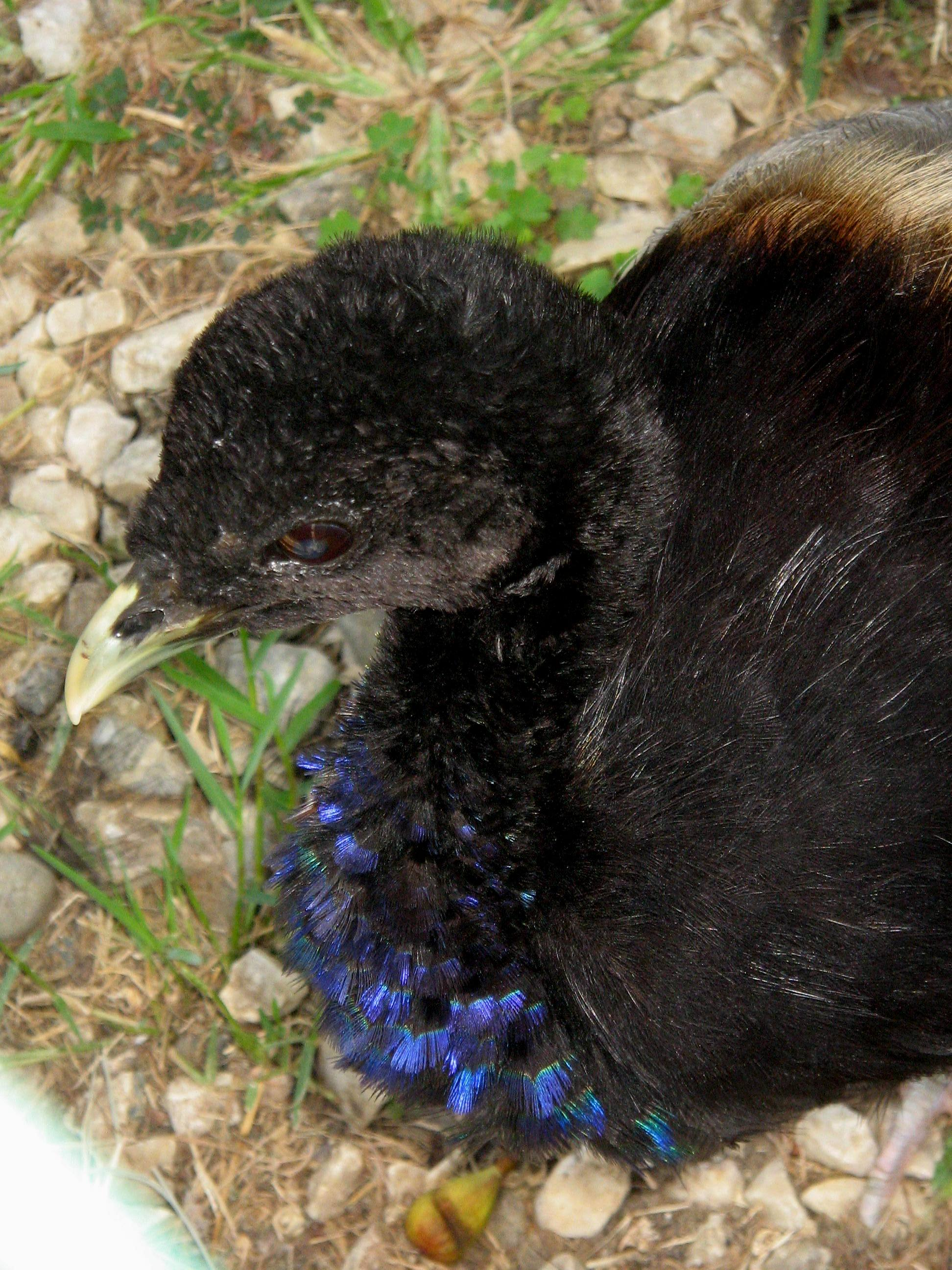
Le piume iridescenti blu sul petto di un trombettiere aligrigie.

Tutti i trombettieri hanno un piumaggio prevalentemente nero, con remiganti e copritrici di colore più chiaro: dal grigio all'ocra nel trombettiere aligrigie, bianco nel trombettiere alichiare e dal verde scuro iridescente al nero nel trombettiere aliscure. Quando le ali sono tenute a riposo, le parti chiare del piumaggio formano una larga chiazza ovale che copre gran parte del dorso, fino al groppone e a parte dei fianchi. Le piume bianche del dorso, delle filopiume simili a capelli appena aggrovigliate tra loro, ricadono liberamente su quest'area. L'ala presenta uno specchio iridescente metallico blu o verde relativamente grande. Si ritiene che lo specchio possa fornire informazioni riguardanti l'età approssimativa di un uccello, in quanto negli esemplari più giovani tende a presentare una maggiore quantità di piume scure e opache rispetto a quello degli individui più anziani. La testa e il collo sono ricoperti da fitte e cortissime piume di colore nero lucente, mentre sul petto vi è una zona iridescente, formata da brevi piume arruffate, che può essere blu o verde a seconda della luce che vi si riflette. L'iride è di colore castano scuro. Il becco varia di colore da giallo brillante con la punta grigia a completamente nero o grigio, a seconda della specie e della sottospecie. La colorazione delle zampe varia dal grigio chiaro al grigio scuro. Nel trombettiere alichiare la muta è permanente, e molto probabilmente questo vale anche per le altre specie del genere.

### Locomozione
Quando si alimentano, i trombettieri si spostano camminando tranquillamente sul suolo della foresta, ma sono in grado di procedere anche a velocità più elevate, paragonabili a quelle di un uomo in corsa. Come molti altri uccelli terricoli, volano molto di rado e cercano di evitare di alzarsi in volo il più possibile. In pratica, volano solamente per raggiungere il dormitorio o il sito dove nidificano, meno di frequente per superare gli ostacoli. Sebbene siano capaci di nuotare, i trombettieri evitano l'acqua. Quando camminano, il corpo viene tenuto parallelo al terreno e il collo leggermente inclinato in avanti, con la testa che ondeggia su e giù ad ogni passo.

### Voce
Particolarmente degno di nota è il loro canto, un brontolio o un tambureggiare profondo e melodico, che suona pressappoco come Oh-oh-oh-oh-ooooooooooh, ove l'ultimo oh è più prolungato e nello stesso tempo più cupo degli altri. Spesso questi suoni vengono ripetuti molte volte con intensità decrescente. Una sorta di cupo ringhio serve da introduzione. Si può imitare lo sbalorditivo suono ventriloquo delle strofe soffiando in un fiasco vuoto; esso viene prodotto dal trombettiere facendo vibrare un grande volume di aria che viene inspirato mentre l'uccello «ringhia». È veramente impressionante il loro canto nelle chiare notti lunari, che essi trascorrono rannicchiati su un ramo. Qualcuno ha definito il verso come un grugnito; in ogni caso, non si può paragonare a un vero squillo di tromba e pertanto il nome comune di questo uccello è abbastanza improprio. Tale verso viene emesso ogni due ore e mezzo circa, sia di notte che di giorno, per indicare il possesso del territorio.
Quando si sentono minacciati o allarmati, i trombettieri lanciano un richiamo di allarme simile al richiamo territoriale sopra descritto, ma più strillante e acuto e privo dell'ooooooh alla fine. I pulcini, così come i giovani e gli adulti, sono in grado di emettere una sorta di pigolio usato per elemosinare il cibo. Tale richiamo viene usato durante vari rituali sociali in seno al gruppo. Un uccello con del cibo nel becco che vuole servire un compagno che ne ha fatto richiesta emette un suono nasale inhh-inhh-inhh-inhh. Questo richiamo viene emesso anche da maschi e femmine nella fase che precede immediatamente l'accoppiamento. Nel caso un trombettiere avvisti un serpente, esso avverte gli altri membri del gruppo con una serie di hm-hm-hm-hm emessi in successione, fino a quando tutti i suoi simili non hanno prestato attenzione al rettile.

## Distribuzione e habitat
Trombettiere aligrigie
     Trombettiere alichiare
     Trombettiere aliscure

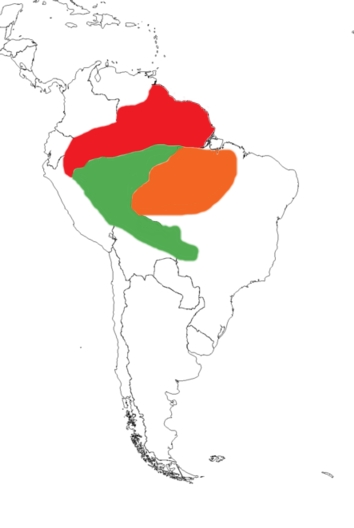
Areale dei trombettieri:
Trombettiere aligrigie
Trombettiere alichiare
Trombettiere aliscure

I trombettieri vivono nelle fitte foreste pluviali tropicali incontaminate del bacino del Rio delle Amazzoni nelle regioni settentrionali e centrali del Sudamerica. Gli areali delle tre specie sono separati tra loro dai grandi fiumi che attraversano la pianura. Il trombettiere aligrigie è diffuso a nord del Rio delle Amazzoni, il trombettiere alichiare a sud del Rio delle Amazzoni e a ovest del Rio Madeira e quello aliscure a sud del Rio delle Amazzoni e a est del Rio Madeira. Questi animali si possono incontrare sia nelle foreste pluviali di collina, fino a 750 metri di altitudine, che in quelle di pianura, così come nelle zone paludose che si trovano lungo i grandi fiumi. Prediligono le zone caratterizzate da un sottobosco non troppo fitto e da un'elevata diversità di alberi da frutto. Solo raramente colonizzano zone di successione, ma non si spingono mai in aree dove prevale la mano dell'uomo o nelle foreste secondarie. Durante la stagione delle piogge, vasti settori dell'ambiente occupato dai trombettieri possono essere sommersi dalle acque.

### Territorio ehome range
Ciascun gruppo di trombettieri occupa un proprio territorio, difeso durante tutto l'anno, che può raggiungere una dimensione di 58-88 ettari, a seconda della disponibilità di cibo; i territori dei gruppi limitrofi non si sovrappongono mai e presentano confini ben definiti, che solo raramente vengono superati. Le dimensioni del territorio dipendono strettamente dal numero di alberi che danno regolarmente frutti durante la stagione secca, in quanto la frutta è la principale fonte di cibo di tutti i trombettieri. Nel corso di una giornata i trombettieri coprono in media una distanza di 3,7 chilometri.

## Biologia

### Attività e toeletta
Al sorgere del sole, i trombettieri scendono dai loro dormitori e iniziano a interagire tra loro con i comportamenti che verranno descritti in seguito, prima di dirigersi verso un determinato albero carico di frutti e iniziare a nutrirsi. Trascorrono gran parte del giorno a spostarsi da un albero all'altro del loro territorio. Quando i frutti sono più abbondanti, questi uccelli dedicano più tempo alla pulizia corporea, ai bagni di sole e alle interazioni sociali. La toeletta consiste nella meticolosa pulizia delle ali, tenute distese e lisciate con il becco; dopodiché l'animale allunga e ripiega il collo e arruffa leggermente il piumaggio, emettendo deboli vocalizzazioni. Verso il tramonto, i trombettieri si dirigono verso il sito dormitorio, che cambia da una notte all'altra. Questo è situato sui rami di un albero alto, generalmente ad un'altezza compresa tra gli 8 e i 15 metri, e viene raggiunto in volo.

### Comportamento sociale

#### Dimensioni e composizione del gruppo
I trombettieri sono animali estremamente sociali e vivono in associazioni gerarchicamente organizzate che possono comprendere da 3 a 13 individui. In media, ogni gruppo è composto da sette esemplari, di cui tre sono di solito maschi non imparentati, due sono femmine non imparentate e due giovani esemplari dell'ultima covata.

#### Manifestazioni di dominanza e sottomissione
Lo specchio iridescente sulle ali è, a quanto pare, un mezzo di comunicazione ottica che tiene uniti i membri di un gruppo durante la ricerca del cibo, e sembrerebbe anche svolgere un ruolo nelle manifestazioni di dominanza tra gli individui di un gruppo. Questo comportamento, che può essere osservato al mattino presto subito dopo l'alba, quando gli uccelli lasciano i dormitori, serve a stabilire e consolidare la gerarchia all'interno di un gruppo. Gli uccelli di grado inferiore procedono «gattonando» con le ali spiegate verso gli uccelli di alto rango, emettendo nel frattempo suoni cinguettanti simili a quelli dei giovani. Gli esemplari dominanti rispondono alla sottomissione simbolica con battiti d'ala rapidi e svolazzanti. La gerarchia è specifica di ogni genere e pertanto il rituale mattutino viene eseguito separatamente da entrambi i sessi. Dopo pochi minuti, gli uccelli terminano il rituale e iniziano insieme a cercare il cibo.

#### Grooming, offerta di cibo e gioco
Durante il giorno, i membri di un gruppo spesso si puliscono il piumaggio a vicenda. Questo comportamento ha inizio con due individui dello stesso sesso che si avvicinano tenendo la testa china. Uno dei due inizia allora a staccare pezzi di sporcizia, parassiti e impurità dal piumaggio sulla testa e sul collo dell'altro con rapidi movimenti di apertura e chiusura del becco. L'uccello che riceve le cure sembra apprezzare molto questo: chiude gli occhi, abbassa ulteriormente la testa, si rilassa e, di conseguenza, ogni tanto perde persino l'equilibrio. Quando la pulizia è terminata, i due si scambiano di ruolo.

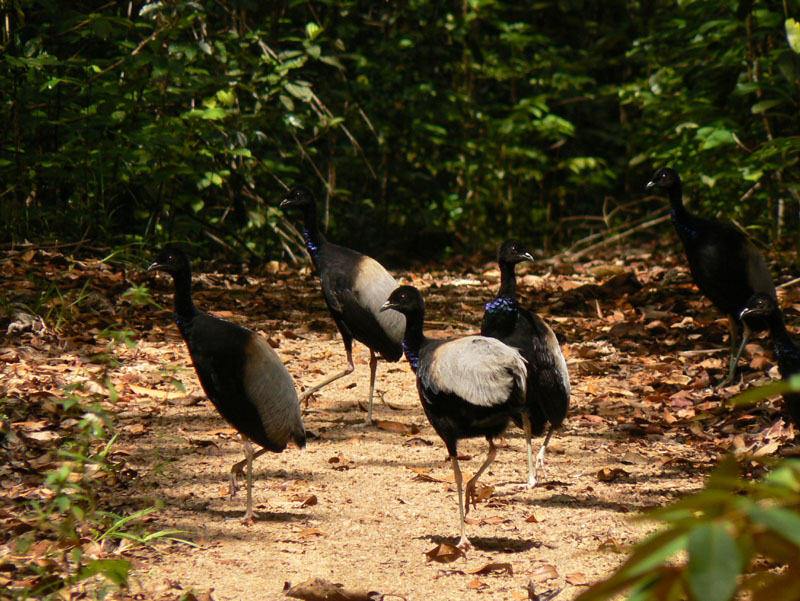
Gruppo di trombettieri aligrigie.

Un altro comportamento si osserva quando il cibo è particolarmente abbondante, come quando molti alberi fruttificano contemporaneamente. In questi casi, un trombettiere prende del cibo con il becco, solleva leggermente le ali, allunga il collo verso l'alto e si pavoneggia, emettendo brevi grida. Gli uccelli dello stesso sesso e i giovani corrono in direzione di quest'ultimo, strisciando verso di lui ed emettendo pigolii simili a quelli emessi dai pulcini. Dopo pochi secondi, l'animale dona il cibo a uno degli uccelli mendicanti, che di solito lo inghiotte immediatamente; meno spesso, il cibo viene nuovamente restituito e poi ripreso.
Non di rado i trombettieri giocano tra loro, eseguendo gli stessi movimenti che vengono fatti durante le lotte territoriali. Si inseguono a vicenda, ma senza colpirsi con le zampe o con il becco, svolazzano in aria, lanciano foglie, pietre e rametti e cinguettano rumorosamente. Il gioco dura in genere solo pochi minuti.

### Comportamento territoriale e antipredatorio
Spesso i gruppi che occupano territori limitrofi si tengono sotto controllo da grande distanza, grazie al buon udito. Se i membri di un gruppo sconfinano in un territorio vicino e il gruppo occupante si accorge dell'intrusione, questo corre a grande velocità verso gli uccelli invasori per allontanarli. Se il gruppo di invasori non si ritira abbastanza velocemente, verrà attaccato. I trombettieri combattono tra loro abbassando la testa, alzando leggermente le ali e allargandole e infine correndo reciprocamente verso il rivale. Solo gli esemplari dello stesso sesso ingaggiano combattimenti testa a testa. Inizialmente, gli uccelli cercano di impressionarsi a vicenda con battiti d'ala e brevi salti in aria. Se il gruppo di invasori non fugge dopo questo atteggiamento intimidatorio, il gruppo di occupanti inizia a sferrare colpi con le zampe e con il becco finché non scappano. Nel corso della lotta gli animali emettono ripetutamente il loro forte e caratteristico richiamo territoriale. Quando il gruppo di invasori è fuggito, le femmine e i giovani che occupano l'area lanciano il richiamo territoriale, mentre i maschi inseguono il gruppo in fuga per una breve distanza.
Dopo un combattimento possono esserci rituali di dominanza e sottomissione tra i due gruppi, talvolta accompagnati da offerte di cibo per placare la situazione. I maschi di basso rango, in particolare, a volte cambiano gruppo a seguito di una lotta territoriale, in quanto potrebbero eventualmente occupare un rango gerarchico più alto all'interno del nuovo gruppo. Se non riescono nell'intento, di solito ritornano al loro gruppo originario dopo alcuni giorni o settimane, e vengono accettati e ripresi facilmente.
Quando si sentono minacciati da predatori come gli ocelot, i giaguari o gli esseri umani, i trombettieri fuggono correndo o, solo raramente, alzandosi in volo. Se un membro del gruppo lancia una chiamata di avvertimento, gli uccelli fuggono nella fitta vegetazione e si appiattiscono contro il terreno, dietro pietre o tronchi d'albero. In caso di pericolo imminente, un gruppo può volare verso l'alto, emettendo forti grida, per cercare protezione sui rami e sulle cime degli alberi. I giovani vengono protetti dai predatori che sono pericolosi per loro, come i serpenti, dagli adulti, che attaccano e cacciano il predatore con colpi di becco e calci.

### Relazioni interspecifiche
I trombettieri possono occasionalmente trasformarsi in commensali: ad esempio, seguono le colonne di formiche legionarie nei loro spostamenti in cerca di cibo sul suolo della foresta, catturando i piccoli animali che cercano di fuggire. Ugualmente seguono dal terreno i primati che cacciano gli insetti sulle cime degli alberi, impadronendosi di quelli che cadono regolarmente a terra. Allo stesso modo si comportano con i tamandua quando compiono le loro razzie ai danni di formicai e termitai.

## Alimentazione
I trombettieri sono animali principalmente frugivori: circa il 90% della loro dieta consiste in frutti in varie fasi di maturazione. Dal momento che non sono in grado di aprire i frutti ricoperti da un duro rivestimento o quelli situati all'interno di baccelli, mangiano in particolare i frutti dotati di esocarpo e mesocarpo, ad esempio quelli di diverse specie di Ficus. I piccoli frutti, come bacche fino a due centimetri di diametro, vengono ingoiati interi, mentre quelli più grandi vengono spolpati. I semi, una volta ingoiati, passano in gran parte intatti il tratto digestivo degli uccelli, e vengono infine escreti pronti per germinare. Pertanto, i trombettieri e altri mangiatori di frutta svolgono un ruolo importante nella propagazione di alcune specie di piante. Gran parte del cibo viene raccolto da terra, ma in rari casi i frutti vengono colti dai cespugli più bassi. Nella foresta pluviale tropicale, gli alberi da frutto attirano una gran varietà di animali, compresi i primati. I trombettieri dipendono in larga misura da loro, in quanto le scimmie fanno cadere a terra i frutti mentre si arrampicano sulle cime degli alberi.
Circa il 10% della dieta è costituito da invertebrati e piccoli vertebrati. Questi vengono catturati rivoltando con il becco rami e foglie sul pavimento della foresta. Gli animali in grado di mordere o di pungere vengono sbattuti qua e là con il becco prima di essere inghiottiti; alle formiche, invece, viene prima permesso di spruzzare il piumaggio con il loro acido, così da essere rese innocue. I trombettieri si comportano allo stesso modo con i millepiedi, che vengono spesso strofinati sul loro piumaggio o su oggetti vicini per diversi minuti fino a quando le secrezioni che rilasciano non sono state rimosse. Durante questa procedura, i membri di un gruppo a volte si alternano nel lavoro, riuscendo così a «scaricare» un millepiedi nel giro di pochi minuti. Quando i trombettieri si imbattono in un serpente, se questo non è velenoso viene quasi sempre ucciso a colpi di becco e mangiato. In primo luogo, tuttavia, questo viene osservato da tutti i membri del gruppo per alcuni minuti in modo da valutare il pericolo che può rappresentare. L'acqua da bere viene raccolta da pozzanghere o piccoli corsi d'acqua.

## Riproduzione
La stagione riproduttiva dei trombettieri inizia verso la fine della stagione secca, in modo che le uova si schiudano all'inizio della stagione delle piogge, quando vi è maggiore disponibilità di cibo. Questi uccelli nidificano nelle cavità degli alberi e depongono una sola covata all'anno; tuttavia, in caso della perdita completa di una covata, possono, se la stagione delle piogge non è già vicina alla fine, deporre una seconda covata. Solo circa la metà delle riproduzioni è coronata dal successo.

### Formazione delle coppie e corteggiamento
I trombettieri sono una delle poche specie di uccelli che praticano la poliandria cooperativa: all'interno di un gruppo, cioè, solo pochi individui possono riprodursi, ma gli altri membri del gruppo aiutano nell'allevamento della prole. La femmina dominante si accoppia con i tre maschi di rango più elevato del gruppo.
Già circa un mese prima che inizi a deporre le uova, i membri maschili di un gruppo cercano sempre più la femmina offrendogli ripetutamente cibo durante il giorno e alimentandola. Durante questo periodo interrompono le offerte di cibo rituali verso altri rappresentanti del gruppo. In particolare il maschio dominante non abbandona mai la femmina durante questo periodo e la nutre costantemente. Circa sei settimane prima dell'ovideposizione, i primi maschi iniziano ad effettuare brevi copulazioni, della durata per lo più di appena pochi secondi. L'accoppiamento è di solito preceduto da un breve parata nuziale, durante la quale il maschio corre con la testa rivolta verso l'alto in cerchi sempre più stretti intorno alla femmina, che si abbassa pancia a terra. Occasionalmente, vengono riportate danze pre-copulatorie accompagnate da vocalizzazioni, ma ciò sembra dovuto alla confusione con altri comportamenti di questi uccelli. Durante questo periodo, tuttavia, la femmina è ancora sterile e si ritiene che le copulazioni servano solo a chiarire agli altri membri del gruppo chi ha il diritto di accoppiarsi. Solo nelle ultime due settimane prima dell'ovulazione le uova possono essere fecondate, durante le quali solo i tre maschi di rango più elevato del gruppo copulano con la femmina. Essi, tuttavia, cercano di disturbarsi a vicenda e di impedire la copulazione. Due terzi delle copulazioni vengono effettuate dal maschio dominante.

### Costruzione e posizione del nido
Circa due mesi e mezzo prima che abbia luogo la deposizione delle uova, la femmina e il maschio dominante iniziano a visitare e ispezionare potenziali cavità in cui nidificare. Durante questo periodo, vengono esaminati circa 10-12 possibili siti e circa una settimana prima dell'inizio della deposizione gli uccelli iniziano a pulire la cavità di nidificazione prescelta. Il nido viene creato nella cavità di un albero ad un'altezza media di 11 metri; il trombettiere alichiare preferisce utilizzare le cavità nei tronchi delle palme di Iriartia, se presenti. Il pavimento dell'ingresso della cavità prescelta non dovrebbe presentare una cresta troppo elevata, sì da rendere più facile ai pulcini scivolare fuori una volta avvenuta la schiusa. Il maschio dominante, insieme alla femmina dominante, prepara la cavità di nidificazione rimuovendo rametti, foglie e altri oggetti accumulatisi all'interno e compattando con cura il pavimento pressandovi sopra del legno già in gran parte marcito.

### Cova e cure parentali
La covata è composta da due a quattro uova dal guscio ruvido, di colore bianco, del diametro di 60×48 mm. Le uova vengono deposte a intervalli di due giorni e solo dopo che l'ultimo uovo è stato deposto ha inizio l'incubazione.
La femmina dominante rimane nel nido dal tramonto fino alla tarda mattinata del giorno seguente e viene quindi sostituita da un maschio per il resto della giornata. Tale compito viene effettuato per il 75% dal maschio dominante e solo per il 25% dai maschi di rango inferiore. Quando è momento per il maschio di andare a sostituire la femmina nel nido, l'intero gruppo si reca sul posto e aspetta sotto il nido fino a quando il cambio non è avvenuto.
Dopo circa quattro settimane, le uova si schiudono entro 24 ore. Essendo nidifughi, i piccoli escono dalla cavità del nido il giorno dopo la schiusa e si lanciano sul suolo della foresta, incoraggiati dai membri del gruppo che stanno aspettando a terra emettendo richiami. Dopo la caduta, che è spesso alta più di 10 metri, i piccoli rimangono immobili sul terreno per qualche istante, ma si alzano rapidamente e iniziano a mendicare il cibo. In un primo momento sono ricoperti da un piumino bruno-rossastro, con una striscia nera sulla sommità della testa e altre strisce dello stesso colore lungo il dorso. Dopo circa 10 giorni, sono riconoscibili le prime penne remiganti e dopo sei settimane i giovani trombettieri indossano lo stesso piumaggio degli adulti e sono in grado di effettuare brevi voli.
Per circa tre settimane i piccoli vengono nutriti da tutti i membri del gruppo, ma soprattutto dalla femmina dominante e dal maschio di rango inferiore. Dalla quarta settimana in poi iniziano a procurarsi circa un quarto del loro cibo da soli. A tre mesi di età i giovani sono ampiamente autosufficienti, ma continuano a richiedere del cibo ai membri più anziani del gruppo. Inizialmente i giovani uccelli rimangono con il gruppo e aiutano ad allevare la nidiata dell'anno successivo prima di allontanarsi all'età di circa un anno e mezzo e unirsi a gruppi più distanti. Per i maschi, questo compito è più facile rispetto alle femmine, che vengono in un primo momento avversate dalle femmine dominanti degli altri gruppi.
Uova, pulcini e giovani possono cadere vittima di rapaci, felini e serpenti, ma vengono protetti dal gruppo. Tuttavia, solo circa la metà delle covate giungono a schiudersi e metà di tutti i giovani nati cade vittima dei predatori entro il primo mese di vita. Molti giovani vengono catturati durante la notte, in quanto, non essendo ancora in grado di volare, possono arrampicarsi solamente su rami facilmente accessibili, alti da 2 a 3 metri, dove i membri adulti del gruppo non possono proteggerli o avvisarli del pericolo.

## Tassonomia

### Posizione sistematica
All'interno dei Gruiformi i trombettieri vengono posti dalla maggior parte dei sistematici in una famiglia separata (gli Psofiidi). Tuttavia, le relazioni con le altre famiglie di Gruiformi non sono chiare. Ciò è in parte dovuto al fatto che finora non sono stati trovati resti fossili attribuibili agli Psofiidi.
Secondo Cracraft, i parenti più stretti dei trombettieri potrebbero essere i seriema, il kagu e l'euripiga o airone del sole. Sibley et al., al contrario, ritengono che i parenti più stretti degli Psofiidi siano le gru, il rallo gigante o serracura e i ralli tuffatori. Recenti studi filogenetici sembrano supportare questa seconda visione, ma l'esatta relazione degli Psofiidi all'interno della sottofamiglia monofiletica Grues non è chiara.

### Specie e sottospecie
Il genere Psophia comprende tre specie con un totale di sei sottospecie. La scissione in tre specie ebbe luogo probabilmente nel Pleistocene, quando le popolazioni furono separate tra loro dai cambiamenti del corso dei fiumi e dalla ritirata della foresta pluviale nella regione a causa dei cambiamenti climatici. Oggi, gli areali delle specie sono separati dai grandi fiumi del bassopiano amazzonico. Le singole sottospecie si distinguono per piccole differenze nella colorazione del piumaggio e per gli areali distinti delimitati dai tributari dei maggiori fiumi. Occasionalmente i trombettieri aligrigie e alichiare vengono riuniti in un'unica specie, ma questa opinione viene respinta dalla stragrande maggioranza dei sistemtici.
- Trombettiere aligrigie (Psophia crepitans Linnaeus, 1758)
  - Sottospecie:
    - P. c. crepitans Linnaeus, 1758: Colombia sud-orientale, Venezuela orientale e meridionale, Guyana, Guyana francese e Brasile settentrionale, a nord del Rio delle Amazzoni e ad est del Rio Negro. È caratterizzata da una fascia di piume iridescenti verdognole sul petto e da piume di colore grigio scuro sulla parte inferiore del dorso separate dal nero del resto del piumaggio da una banda arancio-marrone. Il becco è grigio-giallastro con la punta scura;
    - P. c. napensis P. L. Sclater e Salvin, 1873: Colombia sud-orientale, Ecuador orientale, Perù nord-orientale ed estremità nord-occidentale del Brasile, a nord del Rio delle Amazzoni e ad ovest del Rio Negro. Si distingue per le piume iridescenti del petto dal colore viola, ma per il resto è molto simile a P. c. crepitans;
    - P. c. ochroptera Pelzeln, 1857: Brasile nord-occidentale, a nord del Rio delle Amazzoni, noto in quest'area come Solimões, e ad ovest del Rio Negro. Pur essendo simile a P. c. napensis, si distingue per il dorso completamente arancione e il becco nero.

- Trombettiere alichiare (Psophia leucoptera von Spix, 1825): Perù orientale e Brasile centrale e occidentale, a sud del Rio delle Amazzoni e del Solimóes e ad ovest del Rio Madeira, nonché nel nord-est della Bolivia. Si distingue per la macchia bianca sul dorso e il becco chiaro e brillante.

- Trombettiere aliscure (Psophia viridis von Spix, 1825)
  - Sottospecie:
    - P. v. viridis von Spix, 1825: Brasile centrale a sud del Rio delle Amazzoni, tra il Rio Madeira e il Rio Tapajós. Caratterizzata da un sorprendente specchio blu iridescente, presenta una macchia verde che copre quasi tutta la schiena e si fonde perfettamente con il piumaggio nero sulle spalle. Il becco è grigio-giallastro;
    - P. v. dextralis Conover, 1934: Brasile orientale e centrale, a sud del Rio delle Amazzoni, tra il Rio Tapajós e il Rio Tocantins. Si distingue per una macchia poco appariscente di colore verde-marrone sul posteriore e il becco completamente nero.
    - P. v. obscura Pelzeln, 1857: Brasile nord-orientale fino al Pará, a sud del Rio delle Amazzoni e ad est del Rio Tocantins. Si distingue per la macchia sul dorso di colore marrone scuro appena distinguibile dal piumaggio nero circostante.

## Rapporti con l'uomo

### Etimologia
A seconda della regione, i trombettieri vengono indicati in modo diverso dalla popolazione locale. Pertanto, sono noti in Suriname come Kamee-kamee, che significa «dorso di cammello», in riferimento al caratteristico profilo gibboso di questi uccelli. Kamee deriva dalla parola olandese Kameel, «cammello». In molte parti del Brasile i trombettieri vengono chiamati Jacamim, che nella lingua tupí significa «uccello dal piccolo capo». Nello stato di Pará nel nord-est del Brasile e in Guyana francese ricevono il nome comune di Agami, termine con cui questi animali vengono chiamati in francese. Sia il nome italiano che il tedesco Trompetervögel e l'inglese Trumpeter derivano dal nome Oiseau trompette, coniato dal naturalista francese La Condamine nel XVIII secolo e derivato dallo spagnolo Trompetero. I coloni spagnoli del bacino amazzonico dettero a questi uccelli il nome Trompetero a causa del loro forte richiamo, che a quanto pare ricordava loro il suono di una tromba. Il nome scientifico del genere, Psophia, introdotto da Linneo, deriva dalla parola greca psophos, equivalente del francese péter, cioè «scoreggiare», in riferimento al presupposto errato che i trombettieri emettessero i loro forti richiami dall'ano.

### Credenze popolari
Gli abitanti delle regioni in cui vivono i trombettieri conoscono questi animali principalmente a partire dalle leggende tramandate dalle popolazioni indigene. Alcune tribù li considerano loro antenati; mentre altri raccontano leggende secondo le quali questi uccelli avrebbero appreso il loro richiamo dai galli domestici e che esemplari addomesticati facessero la guardia al pollame comportandosi esattamente come dei cani da pastore.
Fino al XX secolo, si riteneva che il forte richiamo del trombettiere non provenisse dalla siringe dell'animale, bensì dall'ano. Lo stesso Linneo dette credito a questa credenza errata, ma sebbene i naturalisti avessero contraddetto questa teoria già nel XVIII secolo, essa venne riportata ancora una volta nel 1908.

### I trombettieri in cattività e negli zoo

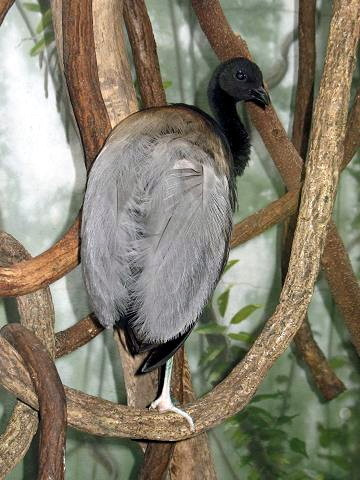
Trombettiere aligrigie in uno zoo.

La gente del posto tiene regolarmente i trombettieri come animali domestici, prendendo direttamente le uova dal nido e facendole covare alle galline o catturando esemplari molto giovani. I pulcini, quando vengono allevati a mano, diventano estremamente docili, in quanto si «imprintano» sugli esseri umani e considerano le persone familiari come membri del loro «gruppo». Questi uccelli riconoscono i loro proprietari come dominanti e non solo eseguono regolarmente verso di loro il rituale della sottomissione, già stato descritto nel capitolo sul comportamento sociale, ma mendicano od offrono il cibo e invocano il grooming.
I trombettieri domestici vengono spesso usati come «uccelli da guardia» per i polli domestici. Quando si avvicinano persone sconosciute o potenziali predatori e in caso di fattori di disturbo, essi emettono richiami di avvertimento. I proprietari apprezzano anche la loro abilità di avvisare quando ci sono i serpenti.
I trombettieri sono stati tenuti negli zoo fin dal XIX secolo, ma li si vedono raramente a causa delle loro esigenze alimentari, della suscettibilità alle malattie e del fatto che spesso non si riproducono in cattività. Tra le poche strutture che sono riuscite ad allevare con successo i trombettieri aligrigie vi sono il giardino zoologico di Seattle e lo zoo di San Diego. Anche presso il Raritätenzoo di Ebbs sono stati allevati regolarmente per diversi anni i trombettieri aligrigie.

### Caccia
La carne di questi uccelli è sempre stata considerata molto gustosa. Inoltre, i trombettieri costituiscono una preda molto popolare, in quanto grazie alla loro particolarità di vivere in gruppi e alla forte coesione all'interno di tali associazioni è possibile sparare a più uccelli contemporaneamente. I cacciatori individuano i trombettieri nelle vicinanze imitando il loro richiamo territoriale e localizzando il gruppo che risponde. Di notte gli uccelli appollaiati nei loro dormitori vengono abbagliati con una forte luce: gli animali così disorientati diventano una preda particolarmente facile. Per uccidere questi uccelli, i locali erano soliti utilizzare le frombole, ma oggi si usano generalmente i fucili.

### Conservazione
La IUCN classifica i trombettieri aligrigie e alichiare come «prossimi alla minaccia» e il trombettiere aliscure come «vulnerabile», ma il numero di esemplari è in costante diminuzione. Dal momento che i trombettieri colonizzano solamente le foreste primarie intatte, la crescente deforestazione della foresta pluviale costituisce un pericolo per le popolazioni. A peggiorare le cose, all'interno dei loro vasti territori i trombettieri hanno una densità di popolazione relativamente bassa e le perdite, dovute soprattutto alla caccia, sono difficili da bilanciare. Un altro problema è costituito dal declino delle popolazioni di molti primati. Senza le scimmie alla ricerca di frutta sulle cime degli alberi, pochi frutti cadono sul suolo della foresta e pertanto i trombettieri trovano sempre meno cibo. Nelle vicinanze di insediamenti umani di recente creazione, le popolazioni di trombettieri diminuiscono per lo più in un tempo molto breve a causa della forte pressione venatoria.